# Mare Tranquillitatis
Mare Tranquillitatis (pol. Morze Spokoju) – morze księżycowe położone wewnątrz basenu uderzeniowego Tranquillitatis. Podczas gdy sam basen pochodzi prawdopodobnie z epoki prenektaryjskiej, bazalt wypełniający zagłębienie terenu datowany jest na okres późnoimbryjski. Cechą wyróżniającą Tranquillitatis spośród innych mórz jest szczególnie nieregularna krawędź oraz brak wielopierścieniowej struktury okalającej większość tego typu formacji. Dość chaotyczne ukształtowanie topograficzne jest wynikiem nałożenia się na siebie basenów Tranquillitatis, Nectaris, Crisium, Fecunditatis i Serenitatis z dwoma pierścieniami Oceanus Procellarum. Zlokalizowane na północno-wschodniej krawędzi Palus Somni (Bagno Snu) wypełnione jest zastygniętą magmą, która wylała się z Tranquillitatis. Jego średnica równa jest 873 km.
Morze Spokoju było w lipcu 1969 roku miejscem lądowania modułu księżycowego Apollo 11, statku pierwszej załogowej misji księżycowej. Na pamiątkę tego wydarzenia trzy niewielkie kratery w pobliżu bazy astronautów nazwano ich nazwiskami: Armstrong, Aldrin i Collins.

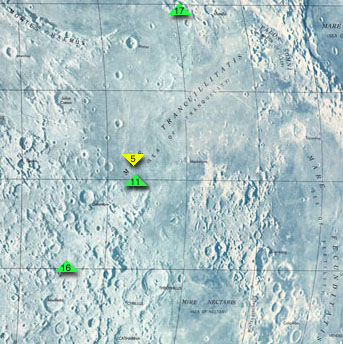
Mapa Mare Tranquillitatis, pokazująca miejsca lądowań Apollo 11, Apollo 17, Apollo 16 i Surveyor 5.